# The Last Face
Pour plus de détails, voir Fiche technique et Distribution.
The Last Face est un film américain réalisé par Sean Penn, sorti en 2016.
À sa sortie, le film a reçu des critiques catastrophique où la presse détruit le long-métrage, et rencontre également un échec commercial.
Le film est présenté en compétition dans la sélection officielle du Festival de Cannes 2016.

## Synopsis
Au Liberia, pays d'Afrique ravagé par une guerre civile, Wren Petersen, directrice d'une organisation humanitaire et Miguel Leon, un médecin, tombent tous deux passionnément amoureux. S'ils sont investis corps et âmes d'une mission commune sous l'égide de Médecins du Monde, ils n'en sont cependant pas moins opposés sur les politiques à adopter pour régler le conflit qui fait rage. Ils vont devoir surmonter leurs clivages et le chaos qui menace d'emporter le pays tout entier sous peine de voir leur amour se briser à jamais.

## Fiche technique
Sauf indication contraire, les informations mentionnées dans cette section peuvent être confirmées par la base de données cinématographiques IMDb,  présente dans la section « Liens externes ».
- Titre original : The Last Face
- Réalisation : Sean Penn
- Scénario : Erin Dignam
- Décors : Andrew Laws
- Costumes : Diana Cilliers
- Photographie : Barry Ackroyd
- Montage : Jay Cassidy
- Musique : Hans Zimmer
- Production : Bill Gerber, Matt Palmieri et Bill Pohlad
- Producteur délégué : Jon Kuyper
- Sociétés de production : River Road Entertainment, FilmHaven Entertainment, Gerber Pictures et Matt Palmieri Productions
- Société(s) de distribution : Saban Films (États-Unis), Mars Distribution (France)
- Pays d'origine : États-Unis
- Langue originale : anglais
- Durée : 131 minutes
- Format : couleur
- Genre : drame
- Dates de sortie :
  -  : 20 mai 2016 (projection au Festival de Cannes) ; 11 janvier 2017 (sortie nationale)
  -  États-Unis: 29 juin 2017
- Classification : Interdit aux moins de 12 ans ( France) ; Rated R ( États-Unis)

## Distribution
- Charlize Theron (VF : Barbara Kelsch) : Dr. Wren Petersen
- Javier Bardem (VF : Jérémie Covillault) : Dr. Miguel Leon
- Adèle Exarchopoulos (VF : elle-même) : Ellen
- Jared Harris (VF : Gérard Darier) : Dr. John Farber
- Jean Reno (VF : lui-même) : Dr. Mehmet Love
- Denise Newman : Sarie
- Oscar Best :  Dr. Brown
- Zubin Cooper (VF : Frantz Confiac) : Dr. Mousa
- Sebelethu Bonkolo : Sam
- Hopper Jack Penn (VF : Benjamin Penamaria) : Billy
- Merritt Wever (VF : Marie Chevalot) : Marlee
- Chris Gxalaba (VF : Thierry Desroses) : Oom Pieter
- Tina Jaxa : Winnie
- Edner Nonez : Titus
- Nigel Fisher : Ivan
- Ibrahim Mudawi : Dr. Duku
- Sibongile Mlambo : Assatu
- Fiona Ramsay : Beatrice
- Ebby Weyime : Une infirmière

### Genèse et développement

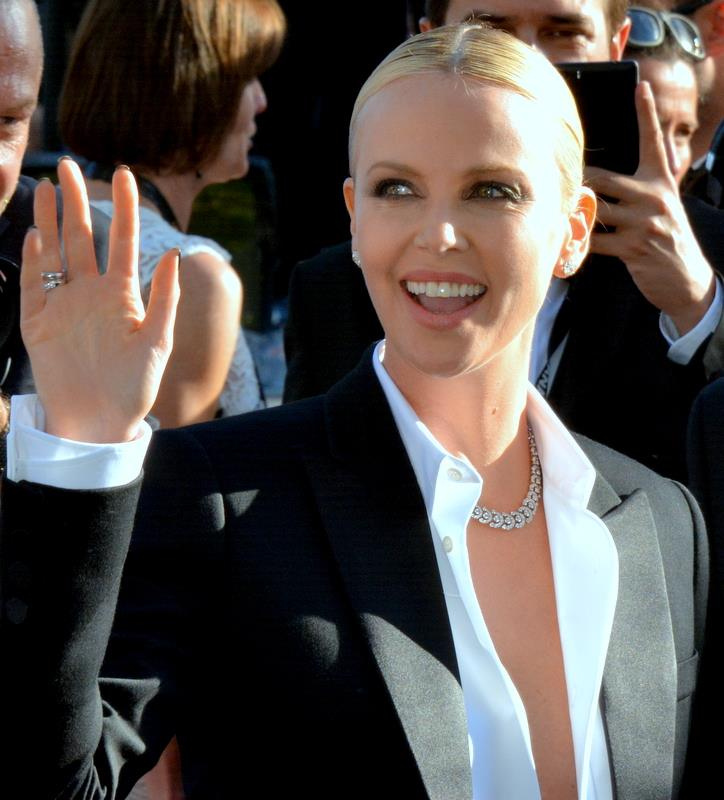
L'actrice principale Charlize Theron pour la présentation du film au Festival de Cannes 2016.

## Production

### Attribution des rôles
Avant que Charlize Theron et Javier Bardem soient confirmés dans les rôles principaux, Robin Wright et Ryan Gosling étaient impliqués dans le film,.
Outre une brève apparition dans le film indépendant I Used to Be Darker (2013), ce film marque les débuts d'Adèle Exarchopoulos dans le cinéma américain. C'est par ailleurs le premier long-métrage dans lequel joue Hopper Penn, fils de Sean Penn et Robin Wright.

### Tournage

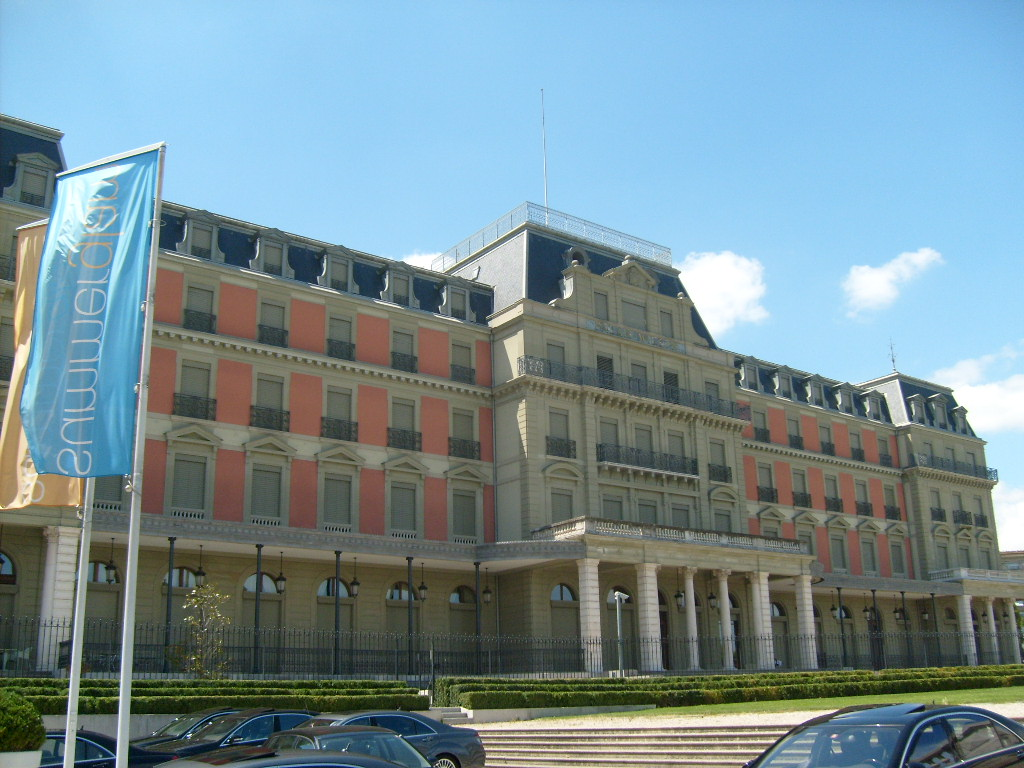
Le palais Wilson à Genève.

Le tournage débute le 1er août 2014 au Cap, en Afrique du Sud,. En décembre 2014, les deux derniers jours du tournage se déroulent à Genève, dans le palais Wilson, le siège du Haut-Commissariat des Nations unies aux droits de l'homme.

## Accueil

### Accueil critique
Dès sa projection au Festival de Cannes, le film reçoit une critique unanimement négative,, battant même le record du film ayant reçu le plus de critiques négatives depuis treize ans selon le panel de Screen International,. Le Monde qualifie ainsi le film d'« obscénité » et de « croûte », L'Obs parle de son côté d'un « nanar à la nullité profonde », La Libre Belgique y voit un « film dégueulasse ». Libération estime même que le film aurait des relents racistes du fait que « les Africains […] n'apparaissent à l’écran que pour faire décor, saigner et s'entretuer ». Chronicart éreinte le film et fait remarquer le propos maladroit de Sean Penn en conférence de presse, expliquant qu'il voulait éviter l'impérialisme culturel en confiant la bande-originale composée de musiques africaines à Hans Zimmer. Plusieurs critiques dans la salle du palais des festivals auraient ricané lors de la première phrase d'introduction : « La violence de la guerre en Afrique n'est comparable pour les Occidentaux qu'à la brutalité des rapports entre un homme et une femme qui s'aiment d'un amour impossible. », ainsi qu'avec plusieurs lignes de dialogue.
Mais à la suite de cet accueil unanimement négatif, le réalisateur français Luc Besson, défend le film via Instagram : « La presse a tué le film de Sean Penn à Cannes. Trop facile. Sean a plus de courage qu'ils n'en auront jamais. Le film est un chef-d'œuvre, je l'ai adoré. ».

### Postérité
Thierry Frémaux dans son carnet de bord Sélection officielle indique qu'il ne visionna qu'une version de travail du film avant de le sélectionner en compétition, le distributeur du long-métrage, Stéphane Célérier, le convaincant du potentiel médiatique de la montée des marches.
En 2018, alors que Javier Bardem revient au festival de Cannes à l'occasion de la sélection de Everybody Knows, l'acteur espagnol revient sur l'expérience du film de Sean Penn : « J'ai été hué et je me suis presque fait jeter des choses à la figure pour The Last Face, qui est considéré comme un des pires films de l'histoire du festival, ce avec quoi je dois dire que je ne suis pas en désaccord ». Il qualifie le film de « désastre » dans une masterclass lors du Festival de Cannes 2022.